# 峨眉牛皮消
峨眉牛皮消（学名：Cynanchum giraldii）是夹竹桃科鹅绒藤属的植物，为中国的特有植物。分布于中国大陆的河南、陕西、四川、甘肃等地，生长于海拔1,000米至1,800米的地区，常生长在山地林下、山谷灌木林边草地上、石山和石壁上，目前尚未由人工引种栽培。

## 别名
峨眉白前（种子植物名称）